# فيروس (فلم)
فيروس (بالإنجليزية: Virus) هو فيلم رعب خيال علمي أمريكي من إخراج جون برونو وبطولة جيمي لي كرتيس، ويليام بالدوين ودونالد ساذرلاند. صدر الفيلم في 15 يناير 1999.

## روابط خارجية
مقالات تستعمل روابط فنية بلا صلة مع ويكي بيانات